# Tajpuri
Tajpuri fou un estat tributari protegit de l'agència de Mahi Kantha a la presidència de Bombai. Estava format per 7 pobles, amb 1.574 habitants el 1901. Els seus ingressos s'estimaven en 4.096 rúpies el 1900, pagant un tribut de 699 rúpies al Gaikwar de Baroda i de 186 rúpies al raja d'Idar.